# Група 7
Дечја фондација Групе 7 или Група 7 је непрофитна организација чији је циљ прикупљање средстава за помоћ деци у земљама бивше Југославије. Групу 7 је 1998. основало 7 познатих српских кошаркаша: Владе Дивац, Жарко Паспаљ, Зоран Савић, Александар Ђорђевић, Предраг Даниловић, Дејан Бодирога и Жељко Ребрача.
Врло мало се зна о судбини ове групе, али делује да од краја 2000-их није више активна.

## Награде

### Друге награде
- 2002: Награда Браћа Карић - за хуманитарне активности, јачање мира, сарадње и пријатељства међу народима. Поред Групе 7 награду је добио и проф. др Милорад Муратовић, председник Удружења избеглица у СРЈ.[1]